# 506 a.C.
Il 506 a.C. (DVI a.C. in numeri romani) è un anno  del VI secolo a.C.

## Eventi
- Lazio
  - Battaglia di Aricia
- Roma:
  - Consoli romani: Spurio Larcio I[1], Tito Erminio Aquilino